# 十里冲站
十里冲站位于湖南省湘潭市岳塘区荷塘乡，是沪昆铁路上的火车站。车站由广州局集团株洲北车站管辖:197，仅办理专用线、专用铁路货运作业。车站主要服务中石化销售株洲石油分公司的物资运输，主要到发货品类为石油。

## 概要
十里冲站作为株洲铁路枢纽工程的一部分建于1959年9月，当时车站设有2条股道，即一条正线和一条到发线:544。1975年1月修建通往株洲北站的上行联络线:1779。1998年本站至向韶区间实现复线化:1436。
京广高速铁路在车站东侧十字骑跨，原预留有东南、南东、西北、南西、西南等五条联络线，后仅建设东南联络线和北联络线。东南联络线连接株洲西站与株洲站，全长3.892公里，于2008年12月完工；北联络线连接十里冲站、株洲西站和白马垅站，使得部分京广-沪昆西行直通列车不再需要进株洲枢纽换向。车站属于株洲铁路枢纽的一部分，发车优先权低于田心站，高于株北Ⅰ场:31。